# علی‌اصغر یوسفی‌نیا
علی‌اصغر یوسفی‌نیا مورخ، زبان‌شناس، محقق و مؤلف مازندرانی است که چندین اثر در حوزه تاریخ و جغرافیای تاریخی مازندران غربی تألیف نموده‌است. از جمله آثار وی می‌توان کتاب‌های "تاریخ تنکابن (محال ثلاث)"، «مشروطه بی نقاب»، و "لَنگای کُهن (شهرهای کلارآباد، سلمانشهر و عباس‌آباد معاصر)" را نام برد. او در تدوین واژه‌نامه پنج جلدی «فرهنگ واژگان تبری» به عنوان سرمؤلف نقش ایفا نمود.

## زندگی
او در سال ۱۳۲۱ هجری خورشیدی در یکی از خانواده‌های سرشناس منطقه مازندران غربی، در روستای گل کوه از توابع شهرستان عباس‌آباد امروزی متولد شد. تحصیلات مقدماتی و دبیرستان خود را در همان منطقه سپری کرد و سپس برای امرار معاش شغل آموزگاری را برگزید. در پی رخداد انقلاب اسلامی ایران و متأثر از فضای خاص آن دوران، به دلیل جایگاه اجتماعی خانواده خود در پیش از انقلاب، پس از ۱۸ سال فعالیت در آموزش و پرورش از ادامه این شغل معاف گردید.
پس از آن، برای گذران زندگی و امرار معاش به حرفه نیاکانش، کشاورزی روی آورد، که در این امر نیز به گواه بسیاری از متخصصین این امر بسیار موفق بود. گوشه نشینی اجباری و آرامش خیال زندگی کشاورزی، فرصت بی نظیری فراهم ساخت تا ایشان با روش‌های تحقیق علمی و میدانی آثار متعددی در زمینه ی تاریخ، زبان و جغرافیای تاریخی منطقه خود و مازندران به رشته تحریر درآورد.
در سال ۱۳۹۳ به پاس یک عمر فعالیت مجدانه تحقیقی و پژوهشی در همایشی از ایشان به عنوان چهره ماندگار فرهنگ مازندران تجلیل گردید.
علی اصغر یوسفی نیا برادر بزرگتر تیمور یوسف لنگایی دانشمند ایرانی حوزه علوم ژنتیک و مدیر مرکز آزمایشگاه هستهٔ ژنراتور فارماکوژنومیک دانشگاه فلوریدا است.
علی اصغر یوسفی نیا در ۱۷ شهریور ماه ۱۳۹۷ هجری خورشیدی بر اثر سکته مغزی در بیمارستان شهید رجایی تنکابن بستری شده و سرانجام در بامداد ۲۲ شهریور در سن ۷۶ سالگی درگذشت.

## فهرست مقالات
- تفسیر چند واژه[۱۴]
- جنگ عباس‌آباد تنکابن[۱۵]
- گذر و نظری بر مقاله پیشینه خاندان حلال خور[۱۶]
- درخت پرستی و درختان مقدس[۱۷]
- اسفیرود شوراب ساری[۱۸]